# Timotchanes

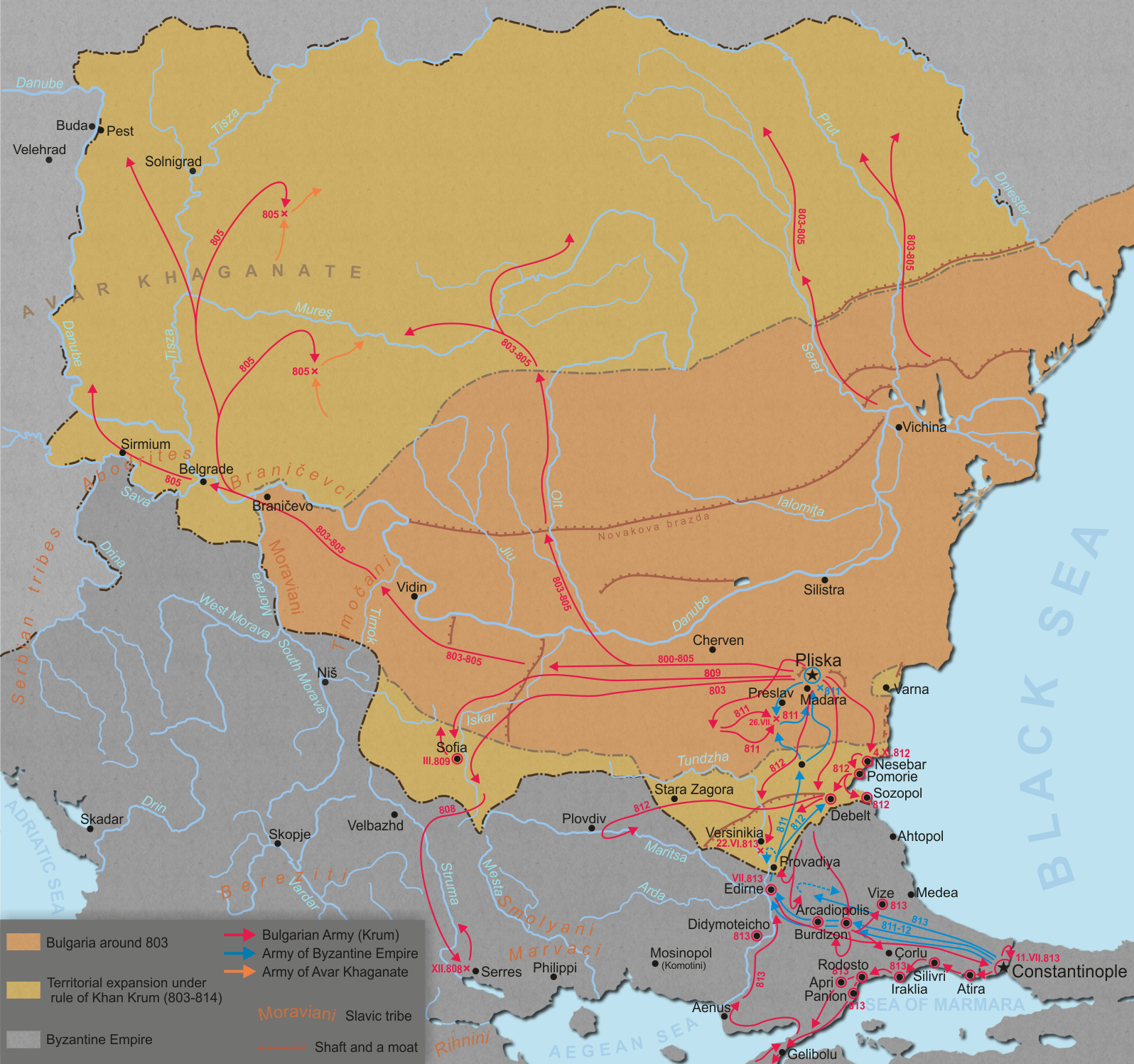
Emplacement des Timotchanes pendant l'expansion territoriale du Khan Kroum du Premier Empire bulgare.

Les Timotchanes (aussi appelé Timočani, serbe et bulgare : Тимочани) étaient une tribu slave méridionale médiévale qui vivait sur le territoire de l'est de la Serbie actuelle, à l'ouest de la rivière Timok, ainsi que dans les régions du Banat, de Syrmie et de Mésie Supérieure.
Les Timotchanes se sont installés dans les Balkans aux VIe-VIIe siècles dans l'ancienne province romaine de Dacie Riveraine (en) et sont devenus plus tard sujets du Khaganat Avar. On considère qu'avec l'arrivée des Bulgares au VIIe siècle, la région est passée sous la suzeraineté bulgare. Cependant, pendant une bonne partie de la période entre le milieu du VIIIe et le début du IXe siècle, les Slaves locaux vécurent dans l'anarchie jusqu'aux environs de 805, lorsque la région fut reconquise et que le contrôle du Khanat bulgare a été rétabli sous le règne du khan Kroum,. Au début du IXe siècle, ils furent également attaqués depuis l'ouest par les Serbes.
En 818, sous le règne d'Omourtag de Bulgarie (814-836), ils se révoltèrent, avec d'autres tribus frontalières du Premier Empire bulgare, à cause d'une réforme administrative de centralisation qui les privait d'une grande partie de leur autorité locale. Ils quittèrent la société bulgare (association, alliance ), et, avec d'autres tribus slaves, cherchèrent la même année la protection de l'empereur romain germanique Louis le Pieux, le rencontrant à sa cour à Herstal,. Cependant, ils rejoignirent également la rébellion du duc de Basse-Pannonie Ljudevit contre les Francs. De nombreux Timotchanes ont fui vers la Transdanubie, devenant plus tard une partie de la Principauté de Basse-Pannonie. Omourtag décida de régler l'affaire par la diplomatie en 824-826, bien que Louis ne répondit pas à ses lettres. Cela a incité Omourtag à entreprendre une campagne maritime sur la Drave en 827 et à envahir les terres des Timotchanes à Sirmium, imposant à nouveau la domination bulgare et nommant des gouverneurs locaux.
Leur nom dérive de la rivière Timok. Aujourd'hui, « Timotchanes » peut être utilisé comme nom informel pour les habitants de la vallée de Timok en Serbie et en Bulgarie.